# Zagorani
Zagorani (makedonska: Загорани) är en ort i Nordmakedonien. Den ligger i kommunen Prilep, i den centrala delen av landet, 80 kilometer söder om huvudstaden Skopje. Zagorani ligger 613 meter över havet och antalet invånare är 394.